# Opiná
Opiná (in ungherese Sárosófalu) è un comune della Slovacchia facente parte del distretto di Košice-okolie, nella regione di Košice.